# Пэксан (премия, 2021)
57-я церемония вручения премии «Пэксан» (кор. 제57회 백상예술대상) состоялась 13 мая 2021 года в конференц-центре KINTEX в городе Коян, провинция Кёнгидо. Ведущими церемонии были Донъёп и Пэ Суджи. Ежегодная церемония является одной из самых престижных церемоний награждения в Южной Корее, на которой отмечаются достижения в области кинематографа, телевидения и театра. Трансляция в прямом эфире велась компанией JTBC, на международном уровне — компанией TikTok. Из-за пандемии COVID-19 в Южной Корее зрители не присутствовали вживую.
Номинанты были объявлены 12 апреля 2021 года на официальном сайте. На премию могли претендовать все работы, выпущенные в период с 1 мая 2020 года по 11 апреля 2021 года. Главными наградами церемонии являются «Гран-при в области кинематографа» и «Гран-при в области телевидения». Первый гран-при был присужден режиссёру Ли Чжунику за фильм «Книга рыбы», а второй — комику Ю Джэсоку. Наибольшего числа наград (3 победы) был удостоен сериал «Монстр». Фильмы «Голос тишины» и «Живи дальше» получили по 2 награды каждый.

## Список лауреатов и номинантов
Победители выделены жирным шрифтом. Номинанты выделены курсивом.

### Кинематограф
| Фотография | Гран-при (награду вручали Хон Джондо и Пон Джунхо) | Фотография | Лучший фильм (награду вручали Ю Джэмён и Хан Йери) |
| ---------- | --- | ---------- | --- |
|            | - Ли Чжуник (режиссёр) — Книга рыбы |            | - Класс английского языка - Живи дальше - Избави нас от лукавого - Голос тишины - Книга рыбы |
| Фотография | Лучший режиссёр (награду вручали Со Ингук и Пак Поён) | Фотография | Лучший режиссёр-новичок (награду вручали Пак Мёнхун и Кан Мальгым) |
|            | - Хон Иджон — Голос тишины - Хон Вончан — Избави нас от лукавого - Ли Чонпиль — Класс английского языка - Ли Чжуник — Книга рыбы - Юн Даньби — Живи дальше                                                                                                 |            | - Юн Даньби — Живи дальше - Пак Дживан — День, когда я умерла: открытое дело - Лим Сунэ — Пожилая леди - Ли Чонхён — Звонок из прошлого - Хон Иджон — Голос тишины |
| Фотография | Лучший актёр (награду вручали Ли Бёнхон и Чон Доён) | Фотография | Лучшая актриса (награду вручали Ли Бёнхон и Чон Доён) |
|            | - Ю Аин в роли Тэ Ина — Голос тишины - Пён Ёхан в роли Чан Чхандэ — Книга рыбы - Соль Гённу в роли Чон Якчона — Книга рыбы - Ли Джонджэ в роли Рэя — Избави нас от лукавого - Чо Джинун в роли Хан Гу — Я и я                                              |            | - Чон Джонсо в роли О Ёнсук — Звонок из прошлого - Ко Асон в роли Ли Джаён — Класс английского языка - Ким Хёсу в роли Ким Хёнcу — День, когда я умерла: открытое дело - Мун Сори в роли Миён — Три сестры - Йе Суджон в роли Сим Хёсон — Пожилая леди                              |
| Фотография | Лучший актёр второго плана (награду вручали Ли Квансу и Ким Сэбёк) | Фотография | Лучшая актриса второго плана (награду вручали Ли Квансу и Ким Сэбёк) |
|            | - Пак Чонмин в роли Юя — Избави нас от лукавого - Ку Гёхван в роли капитана Со — Поезд в Пусан 2: Полуостров - Син Джонгын в роли Чан Гисока — Стальной дождь 2: Саммит - Ю Джэмён в роли Чханбока— Голос тишины - Хо Джунхо в роли мэра Чу — Невиновность |            | - Ким Сонён в роли Хи Сок — Три сестры - Пэ Джонок в роли Чхве Хваджа — Невиновность - Ли Ри в роли Джуни — Поезд в Пусан 2: Полуостров - Эсом в роли Чон Юна — Класс английского языка - Ли Джонын в роли Сончондэк — День, когда я умерла: открытое дело                          |
| Фотография | Лучшая дебютная мужская роль (награду вручали Пак Мёнхун и Кан Мальгым) | Фотография | Лучшая дебютная женская роль (награду вручали Пак Мёнхун и Кан Мальгым) |
|            | - Хон Гён в роли Чон Су — Невиновность - Ким Доюн в роли Чхольмин — Поезд в Пусан 2: Полуостров - Рю Суён в роли капитана Пэк Ду Хо — Стальной дождь 2: Саммит - Пак Сынджун в роли Ли Донджу — Живи дальше - Ли Бонгын в роли Хакгё — Певец               |            | - Чхве Вонун в роли Окчу — Живи дальше - Пак Сои в роли Юмин — Избави нас от лукавого - Син Хесон в роли Ан Джонин — Невиновность - Чан Юнджу в роли Миок — Три сестры - Кристал Чон в роли Доиль— Больше, чем семья                                                                |
| Фотография | Лучший сценарий (награду вручали Чон У и О Ёнсо) | Фотография | Технические эффекты (награду вручали Ким Джисок и Чон Сомин) |
|            | - Пак Дживан — День, когда я умерла: открытое дело - Ким Сегём — Книга рыбы - Юн Даньби — Живи дальше - Ли Чонпиль — Класс английского языка - Хон Иджон — Голос тишины                                                                                    |            | - Чон Сонджин (спецэффекты) — Космические чистильщики - Ли Итхэ (оператор) — Книга рыбы - Ли Чонхён, Чхве Джэчхон, Чон Хвансу (спецэффекты) — Поезд в Пусан 2: Полуостров - Чан Ганён (арт-директор) — Космические чистильщики - Хон Генпхё (арт-директор) — Избави нас от лукавого |

#### Фильмы с наибольшим количеством побед
| Количество | Фильм        |
| ---------- | ------------ |
| 2          | Живи дальше  |
| 2          | Голос тишины |

#### Фильмы с наибольшим количеством номинаций
| Количество                          | Фильм                    |
| ----------------------------------- | ------------------------ |
| 6                                   | Избави нас от лукавого   |
| 6                                   | Живи дальше              |
| 6                                   | Книга рыбы               |
| 6                                   | Голос тишины             |
| 5                                   | Класс английского языка  |
| 4                                   |                          |
| Невиновность                        |                          |
| День, когда я умерла: открытое дело |                          |
| Поезд в Пусан 2: Полуостров         |                          |
| 3                                   | Три сестры               |
| 2                                   | Пожилая леди             |
| 2                                   | Звонок из прошлого       |
| 2                                   | Стальной дождь 2: Саммит |
| 2                                   | Космические чистильщики  |

### Телевидение
| Фотография | Гран-при (награду вручал Ко Хёнджон) | Гран-при (награду вручал Ко Хёнджон) | Гран-при (награду вручал Ко Хёнджон) |
| ---------- | --- | ------------------------------------ | --- |
|            | - Ю Джэсок (эстрадный артист) - Монстр (JTBC) |                                      | |
| Фотография | Лучший сериал (награду вручали Ю Джэмён и Хан Йери) | Фотография                           | Лучший режиссёр (награду вручали Со Ингук и Пак Поён) |
|            | - Монстр (JTBC) - Псих, но всё в порядке (tvN) - Цветок зла (tvN) - Моя незнакомая семья (tvN) - Дополнительные занятия (Netflix) |                                      | - Ким Чхольгю — Цветок зла - Квон Ёниль — Моя незнакомая семья - Ким Хивон — Винченцо - Пак Сину — Псих, но всё в порядке - Сим Наён — Монстр |
| Фотография | Лучшая развлекательная программа (награду вручали Ли Джунхо и Ли Сеён) | Фотография                           | Лучшая обучающая программа (награду вручали Ли Джунхо и Ли Сеён) |
|            | - Пообщайтесь с Ю (MBC) - Три муравья (KakaoTV) - Пой снова (JTBC) - Викторина по блоку (tvN) - Сцена легенд: Архив K (SBS) |                                      | - Проект Архив — Современная Корея. Сезон 2 (KBS) - Архитектурная выставка. Дом 3 (EBS) - История связанного хвоста (SBS) - Любопытный класс (JTBC) - Битва века: ИИ против человека (SBS) |
| Фотография | Лучший актёр (награду вручали Кан Ханыль и Ким Хиэ) | Фотография                           | Лучшая актриса (награду вручали Кан Ханыль и Ким Хиэ) |
|            | - Син Хагён в роли Ли Донсика — Монстр - Ким Сухён в роли Мун Гантхэ — Псих, но всё в порядке - Сон Джунги в роли Винченцо Кассано / Пак Джухёна — Винченцо - Ом Гиджун в роли Джу Дантхэ — Пентхаус - Ли Джунги в роли Пэк Хисона / До Хёнсу — Цветок зла                 |                                      | - Ким Соён в роли Чон Соджин — Пентхаус - Ким Сохён в роли принцессы Пхёнган — Река, где восходит луна - Со Йеджи в роли Ко Муён — Псих, но всё в порядке - Син Хесон в роли королевы Чхорин — Королева Чхорин - Ом Дживон в роли О Хёнджин — Центр послеродового ухода                              |
| Фотография | Лучший актёр второго плана (награду вручали О Джонсе и Ём Херан) | Фотография                           | Лучшая актриса второго плана (награду вручали О Джонсе и Ём Херан) |
|            | - О Джонсе в роли Мун Сантхэ — Псих, но всё в порядке - Ким Сонхо в роли Хан Джипхён — Стартап - Ким Джихун в роли Пэк Хисона — Цветок зла - Ли Хиджун в роли Го Мучи — Мышь - Чхве Дэхун в роли Пак Чонджэ — Монстр                                                       |                                      | - Ём Херан в роли Чху Мэок — Чудесный слух - Пак Хасон в роли Чхо Ынчон — Центр послеродового ухода - Син Ынгён в роли Кан Мари — Пентхаус - Чан Ённам в роли Пак Хэнджа — Псих, но всё в порядке - Чха Чхонхва в роли придворной леди Чхве — Королева Чхорин                                        |
| Фотография | Лучшая дебютная мужская роль (награду вручали Ан Хёсоп и Ким Дами) | Фотография                           | Лучшая дебютная женская роль (награду вручали Ан Хёсоп и Ким Дами) |
|            | - Ли Дохён в роли Хон Дэён/Го Уёна — Снова 18 - Ким Ёндэ в роли Джу Сокхуна — Пентхаус - На Ину в роли Он Даля — Река, где восходит луна - Нам Юнсу в роли Кван Гитхэ — Дополнительные занятия - Сон Кан в роли Чха Хёнсу — Милый дом                                      |                                      | - Пак Чухён в роли Пэ Гюри — Дополнительные занятия - Ким Хёнсу в роли Пэ Роны — Пентхаус - Пак Гюён в роли Юн Джису — Милый дом - Ли Джуён в роли Со Чонин — Времена - Чхве Сонын — в роли Ю Джэи — Монстр                                                                                          |
| Фотография | Лучший эстрадный артист (награду вручали Ю Джэсок и Пак Нарэ) | Фотография                           | Лучшая эстрадная артистка (награду вручали Ю Джэсок и Пак Нарэ) |
|            | - Ли Сынги — Мастер в доме, Попался!, Пой снова, Вдвоеместе - Мун Сеюн — Два дня, одна ночь (телепередача), вкусные ребята - Син Доюп — Бессмертные песни: пение легенд, Мой маленький мальчик - Мун Сеюн — Шестое чувство, Пообщайтесь с Ю - Чо Сехо — Викторина по блоку |                                      | - Чан Доён — Я живу один, Не будь первым! - Ким Сук - Где мой дом, любовь-морковь - Сон Ыни — Приятное одиночество, Проблемный ребенок в доме - ДжэДжэ — Приятное одиночество, Класс тайн для девочек старшей школы - Хон Хёнхи — Всеведущий вмешивающийся взгляд, Мои золотые дети                  |
| Фотография | Лучший сценарий (награду вручали Чон У и О Ёнсо) | Фотография                           | Технические эффекты (награду вручали Ким Джисок и Чон Сомин) |
|            | - Ким Сучин — Монстр - Ким Ынджун — Моя незнакомая семья - Ю Джонхи — Цветок зла - Чо Юн — Псих, но всё в порядке - Ха Мёнхи — Записки юности |                                      | - Чо Сангён (дизайн костюмов) — Псих, но всё в порядке - Ли Бёнчу (визуальные эффекты) — Милый дом - Чан Чонгён (операторская работа) — Монстр - Чхве Чонюн (музыка) — Сцена легенд: Архив K - Команда VFX центра MBC (Виртуальная реальность) — Документальный VR-фильм «Встреча с людьми. Сезон 2» |

#### Телевизионные программы с наибольшим количеством побед
| Количество | Телевизионная программа |
| ---------- | ----------------------- |
| 3          | Монстр                  |
| 2          | Псих, но всё в порядке  |

#### Телевизионные программы с наибольшим количеством номинаций
| Количество | Телевизионная программа   |
| ---------- | ------------------------- |
| 8          | Монстр                    |
| 8          | Псих, но всё в порядке    |
| 5          | Цветок зла                |
| 5          | Пентхаус                  |
| 3          | Дополнительные занятия    |
| 3          | Моя незнакомая семья      |
| 3          | Милый дом                 |
| 2          | Центр послеродового ухода |
| 2          | Пообщайтесь с Ю           |
| 2          | Королева Чхорин           |
| 2          | Река, где восходит луна   |
| 2          | Сцена легенд: Архив K     |
| 2          | Викторина по блоку        |
| 2          | Винченцо                  |

## Театр
| Лучшая постановка (награду вручала Син Ючон) | Лучшая короткая постановка (награду вручала Ким Джэхён) |
| --- | --- |
| - Мы — (не) шутка — Театральная компания Гыгдан - Головы в иероглифических шапках — Театральная компания Дон - История Ван Согэ — Театральная компания Бэда - Юн Хёсок (режиссёр) — Сухая земля - Ли Янгу (сценарист) — Неизбежный занавес, На другой дороге | - Чон Чжинсэ (режиссёр и сценарист) — Университетский академический тест на профессиональную пригодность, интегрированный в область социальных исследований двойной кинжал за 2021 год - Ко Чжуён (планировщик) — Драматическая практика 3: Практика драматургии. Умереть с рыбой - Ким Пунньон (режиссёр и сценарист) — Я поцарапал колено, и у меня заболела подмышка - Мне не жаль, если больно — Театральная компания Дарынмомдыль - Дочери Мегалии 2020 — Театральная компания Медуза |
| Лучший актёр (награду вручали Пэк Сокгван и Ким Чон) | Лучшая актриса (награду вручали Пэк Сокгван и Ким Чон) |
| - Пак Вангю — Красные листья - Квон Чонхун — Солнце - Ким Донхён — Мужчина, печатающий на пишущей машинке - Юн Санхва — Хороший монстр - Чон Кёнхо — Ангелы в Америке                                                                                        | - Чхве Сунчжин — Мы — (не) шутка - Пак Вангю — Конец Фауста - Ан Бёнсик — Ручное зеркало и трико Анны Суи XXL - Ли Санхон — Трагедия Х |

## Специальные награды
| Самый популярный актёр (награду вручали Чжон Ильу и Квон Юри) | Самая популярная актриса (награду вручали Чжон Ильу и Квон Юри) |
| ------------------------------------------------------------- | --------------------------------------------------------------- |
| Ким Сонхо                                                     | Со Йеджи                                                        |

## Выступления
| Исполнитель           | Песня                                    |
| --------------------- | ---------------------------------------- |
| Чхве Пэкхо и Ли Дохён | «Two Hands, to You» (кор. 두 손, 너에게) |

## Комментарии
1. ↑  К 11 апреля должны были быть выпущены как минимум четыре эпизода сериала или 1/3 сериала.